# Diocesi di San Gallo
La diocesi di San Gallo (in latino Dioecesis Sancti Galli) è una sede della Chiesa cattolica in Svizzera immediatamente soggetta alla Santa Sede. Nel 2023 contava 238.094 battezzati su 604.788 abitanti. È retta dal vescovo Beat Grögli.
La diocesi di San Gallo gode in virtù del concordato tra Canton San Gallo e Santa Sede del 1845 del privilegio di una procedura di elezione del vescovo concordata fra i 13 membri del capitolo della cattedrale e il papa.

## Territorio
La diocesi comprende i cantoni di San Gallo, Appenzello Interno e Appenzello Esterno, nella Svizzera nordorientale.
Sede vescovile è la città di San Gallo, dove si trova la cattedrale di San Gallo, antica chiesa dell'abbazia omonima.
Il territorio si estende su 2.429 km² ed è suddiviso in 142 parrocchie, raggruppate in 8 decanati: Altstätten, Appenzello, Gossau, Rorschach, Sargans, San Gallo, Uznach e Wil-Wattwil.

## Storia
Fino agli inizi dell'Ottocento, i territori dell'odierna diocesi facevano parte della diocesi di Costanza. Tuttavia, con l'affermazione del principato abbaziale di San Gallo (1613), gli abati vi esercitarono una effettiva giurisdizione non solo temporale, ma anche ecclesiastica; per esempio, data la vastità della diocesi di Costanza, erano gli abati che eseguivano le visite pastorali nei territori di loro competenza, in ottemperanza alle decisioni del concilio di Trento.
Con la soppressione della diocesi di Costanza, i territori dell'odierna diocesi furono annessi a quelli della diocesi di Coira (1819). Il mancato accordo sulla creazione di un'abbazia territoriale, determinò la Santa Sede all'erezione della diocesi di San Gallo il 2 luglio 1823 con la bolla Ecclesias quae antiquitate di papa Pio VII. La nuova diocesi, che comprendeva il solo canton San Gallo, fu tuttavia unita aeque principaliter a quella di Coira, senza cioè un proprio vescovo residenziale.
Questa situazione non riscosse molto successo. Alla morte del vescovo Karl Rudolf von Buol-Schauenstein (1833), il Gran Consiglio sangallese dichiarò unilateralmente la fine dell'unione con Coira, decisione che fu de facto riconosciuta dalla Santa Sede nel 1836, quando papa Gregorio XVI nominò per la diocesi di San Gallo un vicario apostolico nella persona di Johann Peter Mirer. La ripresa delle trattative tra le autorità cantonali e la Santa Sede, portarono al concordato del 7 novembre 1845, a seguito del quale papa Pio IX pubblicò l'8 aprile 1847 la Instabilis rerum. Con questa bolla il pontefice riorganizzava la diocesi di San Gallo, de iure separata da Coira, e nominava come primo vescovo il medesimo vicario Johann Peter Mirer.
Gli articoli 5-12 del concordato stabilirono anche la normativa che regola l'elezione del vescovo. Spetta infatti ai 13 membri del capitolo della cattedrale la nomina del nuovo vescovo, scelto fra una lista di sei nomi. Dal 1938 questa lista deve essere approvata preventivamente dalla Santa Sede; inoltre, papa Giovanni Paolo II stabilì nel 1995 una nuova restrizione, imponendo al capitolo l'obbligo di non rendere pubblico il nome del nuovo eletto, prima dell'istituzione canonica da parte di Roma.
Nel 1866 i cantoni di Appezzello Interno e Appenzello Esterno furono ceduti dalla diocesi di Coira a quella di San Gallo. Su questi cantoni tuttavia, il vescovo di Coira esercita solo le funzioni di amministratore apostolico.
Fin dal 1823 fu istituito il seminario diocesano, che nel 1839 venne trasferito nell'ex monastero delle suore benedettine a Sankt Georgen. Nel 1857 venne aperto anche il seminario minore, che fu chiuso durante il periodo del Kulturkampf. Nel 1932 si celebrò il primo sinodo diocesano, convocato e diretto dal vescovo Alois Scheiwiler; lo Scheiwiler fu anche l'unico vescovo svizzero a condannare apertamente l'antisemitismo e la persecuzione nazista degli ebrei.

## Cronotassi dei vescovi
Si omettono i periodi di sede vacante non superiori ai 2 anni o non storicamente accertati.
- Sede unita aeque principaliter con la diocesi di Coira (1823-1847)

- Johann Peter Mirer † (20 aprile 1847 - 30 agosto 1862 deceduto)
- Karl Johann Greith † (16 marzo 1863 - 17 maggio 1882 deceduto)
- Augustin Egger † (3 luglio 1882 - 12 marzo 1906 deceduto)
- Ferdinand Rüegg † (16 maggio 1906 - 14 ottobre 1913 deceduto)
- Robert Bürkler † (16 dicembre 1913 - 28 maggio 1930 deceduto)
- Alois Scheiwiler † (28 agosto 1930 - 20 luglio 1938 deceduto)
- Joseph Meile † (26 settembre 1938 - 6 gennaio 1957 deceduto)
- Joseph Hasler † (18 aprile 1957 - 24 marzo 1976 ritirato)
- Otmar Mäder † (25 marzo 1976 - 24 settembre 1994 ritirato)
- Ivo Fürer † (30 marzo 1995 - 16 ottobre 2005 ritirato)
- Markus Büchel (6 luglio 2006 - 22 maggio 2025 ritirato)
- Beat Grögli, dal 22 maggio 2025

## Statistiche
La diocesi nel 2023 su una popolazione di 604.788 persone contava 238.094 battezzati, corrispondenti al 39,4% del totale.
| anno | popolazione | popolazione | popolazione | presbiteri | presbiteri | presbiteri | presbiteri                | diaconi | religiosi | religiosi | parrocchie |
| anno | battezzati  | totale      | %           | numero     | secolari   | regolari   | battezzati per presbitero | diaconi | uomini    | donne     | parrocchie |
| ---- | ----------- | ----------- | ----------- | ---------- | ---------- | ---------- | ------------------------- | ------- | --------- | --------- | ---------- |
| 1950 | 188.553     | 344.340     | 54,8        | 480        | 340        | 140        | 392                       |         | 200       | 829       | 132        |
| 1970 | 234.497     | 401.352     | 58,4        | 412        | 261        | 151        | 569                       |         | 151       | 1.130     | 136        |
| 1980 | 275.800     | 452.000     | 61,0        | 294        | 240        | 54         | 938                       |         | 54        | 750       | 141        |
| 1990 | 280.111     | 475.500     | 58,9        | 334        | 194        | 140        | 838                       | 1       | 160       | 695       | 144        |
| 1999 | 282.256     | 498.532     | 56,6        | 191        | 151        | 40         | 1.477                     | 13      | 52        | 115       | 142        |
| 2000 | 269.359     | 451.363     | 59,7        | 194        | 154        | 40         | 1.388                     | 13      | 52        | 115       | 142        |
| 2001 | 275.070     | 435.902     | 63,1        | 255        | 135        | 120        | 1.078                     | 13      | 174       | 446       | 142        |
| 2002 | 275.315     | 463.223     | 59,4        | 257        | 138        | 119        | 1.071                     | 19      | 174       | 409       | 142        |
| 2003 | 266.900     | 517.745     | 51,6        | 250        | 136        | 114        | 1.067                     | 17      | 167       | 320       | 141        |
| 2004 | 265.467     | 518.950     | 51,2        | 232        | 127        | 105        | 1.144                     | 16      | 148       | 575       | 142        |
| 2010 | 261.400     | 533.000     | 49,0        | 212        | 113        | 99         | 1.233                     | 24      | 128       | 404       | 142        |
| 2014 | 262.129     | 593.514     | 44,2        | 169        | 87         | 82         | 1.551                     | 32      | 103       | 359       | 142        |
| 2017 | 261.690     | 650.134     | 40,3        | 171        | 101        | 70         | 1.530                     | 37      | 73        | 208       | 142        |
| 2020 | 254.900     | 603.982     | 42,2        | 154        | 84         | 70         | 1.655                     | 33      | 73        | 157       | 142        |
| 2022 | 244.616     | 602.939     | 40,6        | 131        | 79         | 52         | 1.867                     | 31      | 157       | 194       | 142        |
| 2023 | 238.094     | 604.788     | 39,4        | 130        | 78         | 52         | 1.831                     | 36      | 72        | 195       | 142        |